# PRIDE 8
PRIDE 8 fue un evento de artes marciales mixtas producido por PRIDE Fighting Championships, celebrado el 21 de noviembre de 1999 en el Ariake Coliseum de Tokio.